# Guillermo Tragant
Guillermo Tragant (Buenos Aires; 30 de diciembre de 1972) es un diseñador, empresario y director creativo argentino.

## Biografía
Tragant nació en la Ciudad de Buenos Aires y en su juventud se graduó como licenciado de comunicación social y fue profesor en la Universidad del Salvador. Más tarde también se formó como licenciado en publicidad, diseño y marketing en la Universidad de Louisiana. También fue convocado como disertante en la Universidad Empresarial Siglo 21. Sus inicios en la dirección creativa se produjeron a finales de la década del '90 en la revista italiana Colors (Benetton), siendo editor bajo la dirección de Oliviero Toscani. En la década de 2000, fue profesor activo de Miami Ad School.

## Trayectoria
En 2001, Tragant, en ese entonces formando parte de McCann Erickson, colaboró por primera vez con Shakira siendo encargado de su arte para diferentes tapas como Rolling Stone. En 2004, dirigió spots para Los Premios MTV Latinoamérica y firmó con Coca-Cola como director creativo regional debutante de Hispanoamérica. En conjunto con la reconocida marca de bebidas, editó el libro 125 razones para creer en un mundo mejor, en conmemoración de los 125 años de creación de Coca-Cola.
En 2005, se encargó de la dirección artística y comunicación de los álbumes de estudio Fijación oral vol. 1 y Oral Fixation vol. 2. En 2007, fundó Furia, una agencia de comunicación, diseño e innovación que diseñó para Levi Strauss & Co. y Nike, Topper, entre otras. En ese año también colaboró con Fernet 1882 en una acción publicitaria que se llevó a cabo en Córdoba.
En la década del 2010, declaró en La Nación, que la búsqueda multidisciplinaria lo llevó a abarcar diversos medios de moda, sin centrarse en la popularidad y eso lo llevó a asociar su agencia con una en ese entonces reconocida agencia norteamericana Richards/Lerma, firma de publicidad norteamericana. En esos años también dirigió videoclips de bandas como Babasónicos, El Otro Yo, Fito Páez, entre otras. También se incluyeron sus creaciones en la Biblioteca del Congreso de Estados Unidos en Washington y en MoMA de Nueva York.
A partir de 2017, fue jurado en tres ocasiones consecutivas del Festival Internacional de la Creatividad Cannes Lions, siendo designado para juzgar la categoría Promo. En el marco de la Pandemia de COVID-19, Tragant, colaboró con Ralph Lauren en la edición de la marca "Friends are Family", una edición polo que se centró en el diseño acuarela.
A principios de 2022, fue designado como head regional de arte creativa de Google en América del Sur y Centro América.Fue encargado de llevar adelante el "marketing inclusivo", siendo destacado por la diversidad y la capacidad de la herramienta all in. En 2023, Tragant debutó en la Semana de la Moda de Milán, colaborando con la marca Destin en el marco de la colección otoño/invierno. Según L'Officiel de la couture et de la mode de Paris, también fue designado para colección del año siguiente.

## Exposiciones
- “3D Comic” Window Installation, Microcentro, Buenos Aires, Argentina (1993)
- Art Manifesto, Buenos Aires, Argentina (1993)
- Wildposting Guerrilla, New York / Buenos Aires / Cologne / Miami (1994-1996)
- Paper Fashion Show, El Dorado, Buenos Aires, Argentina (1995)
- “Porsche” (Group show), Veneto, Italy (1998)
- “Colors Venice” (Group show), Venice, Italy (1999)
- “Prayer” Art Book / Installation Vatican, Rome, Italy (2000)
- Fabrica (Group show) Hiroshima, Japan (1999)
- Painted photographs (Group show) Miami, USA (2002)
- Art Book / Installation, Buenos Aires, Argentina (2004)
- Guerrilla stickers, Tokyo, Japan (2005)
- “Cats and Dogs” Art Installation (Group show) Brooklyn, New York, USA (2007)
- “Dolphins” Art Installation Córdoba, Argentina (2007)
- “Noodles” Art Installation Córdoba, Argentina (2007)
- ”Robots” Art Installation Buenos Aires, Argentina (2007)
- “Lost and Found Dogs” Art Installation, Buenos Aires, Argentina (2008)
- “Shoe Slide” Art Installation,Buenos Aires, Argentina (2008)
- “25 Years of Democracy in Argentina” (Group show) Casa Rosada , Buenos Aires, Argentina (2008)
- Art Installation “Fishes” Barracas, Buenos Aires, Argentina (2009)
- “Maps” (Solo show) Buenos Aires, Argentina (2009)
- “48 Barrios” Centro Cultural Recoleta, Buenos Aires, Argentina (2019)
- “Furia Retrospective” Centro Cultural Recoleta, Buenos Aires, Argentina (2011)
- Centro Cultural Recoleta (Solo show) , Buenos Aires, Argentina (2012)
- “Art Vending Machine” Art Basel week, Mondrian Hotel, Miami Beach, Florida, USA (2012)
- “Ballena” Site specific Installation paint on swimming pool, Buenos Aires, Argentina (2013)
- High Museum (group show) Atlanta, USA (2016)
- Painted pictures and live performance ApArt Gallery, Cannes, France (2018)
- Pop Up store Dallas, Texas, USA (2017-2018)
- Pop Up store Miami Beach, Florida, USA (2018)
- Denim Installation, Dallas, Texas USA (2018)
- Mural for Fashion Show, Dallas, Texas, USA (2018)
- Live Performance Dallas, Texas, USA (2018)
- Live Performance Milan and Florence, Italy (2019)
- Guerrilla Posters in México City, México (2023)
- Site Specific Mural for Art Week Microcentro, Buenos Aires, Argentina (2023)